# Styczeń 2015

## 31 stycznia
- Zmarł Zbigniew Kurtycz, polski piosenkarz i kompozytor[1].
- Zmarł Richard von Weizsäcker, niemiecki polityk, prezydent Republiki Federalnej Niemiec[2].
- Nowym prezydentem Włoch, po rezygnacji Giorgia Napolitano, został Sergio Mattarella[3].

## 29 stycznia
- Kilka osób zginęło, a kilkadziesiąt zostało rannych po wybuchu gazu w stolicy Meksyku, gdy w pobliżu szpitala dziecięcego eksplodowała ciężarówka z gazem[4].
- Zmarł Jan Skrzek, polski muzyk bluesowy[5].

## 26 stycznia
- Po wyborach parlamentarnych w Grecji nowym premierem został Aleksis Tsipras[6].
- W wieku 68 lat zmarł Demis Roussos, grecki piosenkarz muzyki pop[7].
- Co najmniej 10 osób zginęło w wypadku greckiego myśliwca F-16 w bazie wojskowej Los Llanos w Albacete, w środkowej Hiszpanii[8].

## 23 stycznia
- W wieku 90 lat zmarł Abd Allah ibn Abd al-Aziz Al Su’ud, król Arabii Saudyjskiej. Jego następcą został brat, książę Salman ibn Abd al-Aziz Al Su’ud[9].

## 19 stycznia
- Amerykanka Lindsey Vonn zwyciężyła w supergigancie w Cortina d’Ampezzo stając się najbardziej utytułowaną alpejką pod względem triumfów w zawodach pucharu świata (63 wygrane)[10].

## 17 stycznia
- Zakończyła się 36. edycja Rajdu Dakar[11].

## 16 stycznia
- Wikipedia i wikipedyści zostali uhonorowani Nagrodą Erazma[12].

## 15 stycznia
- Po decyzji Szwajcarskiego Banku Narodowego, który ogłosił zaprzestanie bronienia kursu franka szwajcarskiego, frank umocnił się wobec innych walut o kilkadziesiąt procent (po korekcie kilkanaście)[13].

## 14 stycznia
- Z urzędu zrezygnował prezydent Włoch Giorgio Napolitano[14].

## 11 stycznia
- Reprezentanci Holandii: Ireen Wüst i Sven Kramer triumfowali w rozegranych w Czelabińsku mistrzostwach Europy w łyżwiarstwie szybkim w wieloboju[15].
- Reprezentanci Norwegii: Martin Johnsrud Sundby i Marit Bjørgen zwyciężyli w Tour de Ski 2015 – prestiżowych wieloetapowych zawodach w biegach narciarskich[16].
- Szwajcar Roger Federer wygrywając mecz finałowy podczas turnieju w Brisbane odniósł 1000. zwycięstwo w cyklu ATP World Tour[17].
- Co najmniej 69 osób zmarło w Mozambiku po spożyciu zatrutego piwa, warzonego domowym sposobem. Władze ogłosiły trzydniową żałobę narodową[18][19].

## 10 stycznia
- Polska (w składzie: Agnieszka Radwańska i Jerzy Janowicz) pokonała 2:1 Stany Zjednoczone (Serena Williams i John Isner) w finale Pucharu Hopmana, turnieju tenisowego uznawanego za nieoficjalne mistrzostwa świata w grze mieszanej[20]. ( Wikinews)
- Po raz pierwszy w historii lotów kosmicznych odzyskano główny stopień rakiety kosmicznej podczas startu. Dokonała tego rakieta Falcon 9 firmy SpaceX, której główny stopień udanie wylądował na platformie na Atlantyku[21].

## 9 stycznia
- W wieku 68 lat zmarł Józef Oleksy, były polski premier i marszałek sejmu[22].

## 8 stycznia
- 8 stycznia zakończyła się trwająca od 3 stycznia masakra ludności w Baga i okolicznych miejscowościach w nigeryjskim stanie Borno, dokonana przez islamskich terrorystów z Boko Haram po tym, jak zajęli tamtejszą strategiczną bazę wojskową. Zginęło 2 tysiące osób, ok. 10 tys. straciło dach nad głową z powodu spalenia domów przez terrorystów. To kolejna zbrodnia Boko Haram w tym mieście po tej z 2013, w której zginęło 185 osób[23][24].

## 7 stycznia
- W wieku 88 lat zmarł Tadeusz Konwicki, polski pisarz i reżyser[25].
- 12 osób zginęło w zamachu na siedzibę czasopisma Charlie Hebdo w Paryżu[26].
- W wieku 84 lat zmarł Rod Taylor, amerykański aktor[27].

## 6 stycznia
- Austriak Stefan Kraft triumfował w 63. Turnieju Czterech Skoczni[28].

## 5 stycznia
- Michał Marusik zastąpił Janusza Korwin-Mikkego na stanowisku prezesa Kongresu Nowej Prawicy[29].

## 4 stycznia
- Zmarł Edmund Wnuk-Lipiński, profesor socjologii, pisarz science fiction[30].

## 1 stycznia
- Rozpoczęła działalność Euroazjatycka Unia Gospodarcza[31].
- Litwa przystąpiła do strefy euro[32].